# Мужская Лига чемпионов ЕКВ 2013/2014
14-й розыгрыш мужской Лиги чемпионов ЕКВ (55-й с учётом Кубка европейских чемпионов) проходил с 22 октября 2013 по 23 марта 2014 года с участием 28 клубных команд из 15 стран-членов Европейской конфедерации волейбола. Победителем турнира в 3-й раз в своей истории стала российская команда «Белогорье» (Белгород).

## Система квалификации
26 мест в Лиге чемпионов 2013/2014 были распределены по рейтингу ЕКВ на 2013 год, учитывающему результаты выступлений клубных команд стран-членов ЕКВ в еврокубках на протяжении трёх сезонов (2009/20010—2011/2012). Согласно ему места в Лиге получили клубы из 16 стран: Италия, Польша (по 3 команды), Россия, Бельгия, Турция, Франция, Германия, Греция (все по 2), Словения, Австрия, Испания, Румыния, Сербия, Черногория, Болгария и Чехия (по 1 команде). Ещё 2 места должны были быть распределены по спецприглашению ЕКВ (wildcard). После отказа от участия в Лиге клубов из Испании и Сербии, а также одного из двух представителей Греции число вакансий выросло до пяти. Эти места получили Россия, Турция, Австрия, Чехия и Швейцария.

## Команды-участницы
| Страна     | Команда                               |                                              |
| ---------- | ------------------------------------- | -------------------------------------------- |
| Италия     | «Трентино» (Тренто)                   | Чемпион Италии 2013                          |
| Италия     | «Копра» (Пьяченца)                    | 2-й призёр чемпионата Италии 2013            |
| Италия     | «Мачерата» (Мачерата)                 | 3-й призёр чемпионата Италии 2013            |
| Польша     | «Ресовия» (Жешув)                     | Чемпион Польши 2013                          |
| Польша     | ЗАКСА (Кендзежин-Козле)               | 2-й призёр чемпионата Польши 2013            |
| Польша     | «Ястшембски Венгель» (Ястшембе-Здруй) | 3-й призёр чемпионата Польши 2013            |
| Россия     | «Белогорье» (Белгород)                | Чемпион России 2013                          |
| Россия     | «Зенит» (Казань)                      | По итогам чемпионата России 2013 (3-е место) |
| Россия     | «Локомотив» (Новосибирск)             | Действующий победитель Лиги чемпионов ЕКВ    |
| Бельгия    | «Кнак» (Руселаре)                     | Чемпион Бельгии 2013                         |
| Бельгия    | «Нолико» (Маасейк)                    | 2-й призёр чемпионата Бельгии 2013           |
| Турция     | «Аркас» (Измир)                       | Чемпион Турции 2013                          |
| Турция     | «Халкбанк» (Анкара)                   | 2-й призёр чемпионата Турции 2013            |
| Турция     | «Галатасарай» (Стамбул)               | 3-й призёр чемпионата Турции 2013            |
| Франция    | «Тур» (Тур)                           | Чемпион Франции 2013                         |
| Франция    | «Пари Воллей» (Париж)                 | 2-й призёр чемпионата Франции 2013           |
| Германия   | «Берлин Рециклинг» (Берлин)           | Чемпион Германии 2013                        |
| Германия   | «Фридрихсхафен» (Фридрихсхафен)       | 2-й призёр чемпионата Германии 2013          |
| Греция     | «Олимпиакос» (Пирей)                  | Чемпион Греции 2013                          |
| Словения   | «АКХ Воллей» (Любляна)                | Чемпион Словении 2013                        |
| Австрия    | «Посойильница» (Блайбург)             | Чемпион Австрии 2013                         |
| Австрия    | «Гипо Тироль» (Инсбрук)               | 2-й призёр чемпионата Австрии 2013           |
| Румыния    | «Томис» (Констанца)                   | Чемпион Румынии 2013                         |
| Черногория | «Будванска Ривьера» (Будва)           | Чемпион Черногории 2013                      |
| Болгария   | «Марек-Юнион» (Дупница)               | Чемпион Болгарии 2013                        |
| Чехия      | «Острава» (Острава)                   | Чемпион Чехии 2013                           |
| Чехия      | «Йихострой» (Ческе-Будеёвице)         | 2-й призёр чемпионата Чехии 2013             |
| Швейцария  | «Лугано» (Лугано)                     | Чемпион Швейцарии 2013                       |

## Система проведения розыгрыша
Соревнования состояли из предварительного этапа, двух раундов плей-офф и финального этапа. На предварительном этапе 28 команд-участниц разбиты на 7 групп. В группах команды играют с разъездами в два круга. За победы со счётом 3:0 и 3:1 команды получают по 3 очка, за победы 3:2 — по 2 очка, за поражения 2:3 — по 1 очку, за поражения 0:3 и 1:3 очки не начисляются. В плей-офф выходят лучшие команды из групп и 6 команд из семи, занявших в группах вторые места. Из числа команд, вышедших в плей-офф, выбирается хозяин финального этапа и допускается непосредственно в финальный раунд розыгрыша.
12 команд-участниц 1/8-финала плей-офф (плей-офф 12) делятся на пары и проводят между собой по два матча с разъездами. Победителем пары выходит команда, одержавшая две победы. В случае равенства побед победителем становится команда, набравшая в рамках двухматчевой серии большее количество очков, система начисления которых аналогична применяемой на предварительном этапе. Если обе команды при этом набрали одинаковое количество очков, то назначается дополнительный («золотой») сет, победивший в котором выходит в 1/4-финала плей-офф.
6 команд-участниц четвертьфинала плей-офф (плей-офф 6) по такой же системе определяют трёх участников финального этапа, где к ним присоединяется команда-хозяин финала.
Финальный этап проводится в формате «финала четырёх» — полуфинал и два финала (за 3-е и 1-е места).
Жеребьёвка предварительного этапа прошла в Вене 28 июня 2013 года. По её результатам команды распределены на 7 групп.
| Группа A                                                          | Группа B                                                           | Группа C                                                                                  | Группа D                                                                |
| ----------------------------------------------------------------- | ------------------------------------------------------------------ | ----------------------------------------------------------------------------------------- | ----------------------------------------------------------------------- |
| «Копра» Пьяченца «Тур» «АКХ Воллей» Любляна «Марек-Юнион» Дупница | «Белогорье» Белгород «Нолико» Маасейк «Олимпиакос» Пирей «Острава» | «Ресовия» Жешув «Пари Воллей» Париж «Будванска Ривьера» Будва «Йихострой» Ческе-Будеёвице | «Трентино» Тренто «Аркас Спор» Измир «Берлин Рециклинг» Берлин «Лугано» |

| Группа Е                                                                  | Группа F                                                                                      | Группа G                                                                    |
| ------------------------------------------------------------------------- | --------------------------------------------------------------------------------------------- | --------------------------------------------------------------------------- |
| «Локомотив» Новосибирск «Зенит» Казань «Мачерата» «Посойильница» Блайбург | «Халкбанк» Анкара «Ястшембски Венгель» Ястшембе-Здруй «Гипо Тироль» Инсбрук «Томис» Констанца | ЗАКСА Кендзежин-Козле «Фридрихсхафен» «Кнак» Руселаре «Галатасарай» Стамбул |

## Предварительный этап

### Группа А
| М | Команда               | 1       | 2       | 3       | 4       | И | В | П | С/П  | О  |
| - | --------------------- | ------- | ------- | ------- | ------- | - | - | - | ---- | -- |
| 1 | «Копра» Пьяченца      |         | 2:3 3:0 | 3:1     | 3:0     | 6 | 5 | 1 | 17:5 | 16 |
| 2 | «Тур» .               | 3:2 0:3 |         | 3:1 3:2 | 3:0     | 6 | 5 | 1 | 15:8 | 13 |
| 3 | «АКХ Воллей» Любляна  | 1:3     | 1:3 2:3 |         | 3:0 0:3 | 6 | 1 | 5 | 8:15 | 4  |
| 4 | «Марек-Юнион» Дупница | 0:3     | 0:3     | 0:3 3:0 |         | 6 | 1 | 5 | 3:15 | 3  |

23.10: Копра — АКХ Воллей 3:1 (25:18, 24:26, 25:14, 25:23).
24.10: Марек-Юнион — Тур 0:3 (23:25, 21:25, 23:25).
29.10: АКХ Воллей — Марек-Юнион 3:0 (27:25, 25:18, 25:17).
30.10: Тур — Копра 3:2 (25:19, 27:29, 25:13, 22:25, 15:10).
5.11: АКХ Воллей — Тур 1:3 (25:23, 26:28, 21:25, 17:25).
7.11: Копра — Марек-Юнион 3:0 (25:15, 25:21, 26:24).
4.12: Тур — АКХ Воллей 3:2 (26:24, 22:25, 25:21, 21:25, 15:7).
5.12: Марек-Юнион — Копра 0:3 (24:26, 19:25, 14:25).
12.12: Марек-Юнион — АКХ Воллей 3:0 (25:22, 25:21, 25:23).
12.12: Копра — Тур 3:0 (25:14, 25:22, 25:23).
18.12: Тур — Марек-Юнион 3:0 (25:17, 25:15, 25:22).
18.12: АКХ Воллей — Копра 1:3 (25:22, 21:25, 15:25, 22:25).

### Группа В
| М | Команда              | 1   | 2       | 3       | 4       | И | В | П | С/П  | О  |
| - | -------------------- | --- | ------- | ------- | ------- | - | - | - | ---- | -- |
| 1 | «Белогорье» Белгород |     | 3:0     | 3:0     | 3:0     | 6 | 6 | 0 | 18:0 | 18 |
| 2 | «Нолико» Маасейк     | 0:3 |         | 1:3 3:0 | 3:0     | 6 | 3 | 3 | 10:9 | 9  |
| 3 | «Олимпиакос» Пирей   | 0:3 | 3:1 0:3 |         | 3:1 3:0 | 6 | 3 | 3 | 9:11 | 9  |
| 4 | «Острава» .          | 0:3 | 0:3     | 1:3 0:3 |         | 6 | 0 | 6 | 1:18 | 0  |

22.10: Острава — Олимпиакос 1:3 (25:22, 22:25, 22:25, 20:25).
23.10: Белогорье — Нолико 3:0 (25:22, 25:11, 25:18).
29.10: Нолико — Острава 3:0 (25:10, 25:20, 25:15).
30.10: Олимпиакос — Белогорье 0:3 (19:25, 21:25, 25:27).
5.11: Острава — Белогорье 0:3 (19:25, 27:29, 18:25).
6.11: Олимпиакос — Нолико 3:1 (28:26, 25:22, 23:25, 25:23).
3.12: Нолико — Олимпиакос 3:0 (25:18, 31:29, 25:18).
3.12: Белогорье — Острава 3:0 (25:15, 25:20, 25:16).
10.12: Острава — Нолико 0:3 (18:25, 18:25, 23:25).
11.12: Белогорье — Олимпиакос 3:0 (25:15, 25:23, 25:18).
18.12: Нолико — Белогорье 0:3 (22:25, 21:25, 18:25).
18.12: Олимпиакос — Острава 3:0 (25:20, 25:21, 26:24).

### Группа С
| М | Команда                     | 1       | 2       | 3       | 4       | И | В | П | С/П  | О  |
| - | --------------------------- | ------- | ------- | ------- | ------- | - | - | - | ---- | -- |
| 1 | «Ресовия» Жешув             |         | 2:3 0:3 | 3:0     | 3:1 3:0 | 6 | 4 | 2 | 14:7 | 13 |
| 2 | «Будванска Ривьера» Будва   | 3:2 3:0 |         | 0:3 2:3 | 3:0 3:1 | 6 | 4 | 2 | 14:9 | 12 |
| 3 | «Пари Воллей» Париж         | 0:3     | 3:0 3:2 |         | 3:1 3:0 | 6 | 4 | 2 | 12:9 | 11 |
| 4 | «Йихострой» Ческе-Будеёвице | 1:3 0:3 | 0:3 1:3 | 1:3 0:3 |         | 6 | 0 | 6 | 3:18 | 0  |

24.10: Будванска Ривеьера — Йихострой 3:0 (25:18, 25:18, 25:15).
24.10: Пари Воллей — Ресовия 0:3 (20:25, 26:28, 11:25).
29.10: Йихострой — Пари Воллей 1:3 (18:25, 23:25, 25:21, 29:31).
30.10: Ресовия — Будванска Ривьера 2:3 (23:25, 26:28, 25:23, 25:20, 12:15).
6.11: Ресовия — Йихострой 3:1 (25:22, 22:25, 25:16, 25:16).
7.11: Пари Воллей — Будванска Ривьера 3:0 (27:25, 25:16, 25:19).
4.12: Йихострой — Ресовия 0:3 (18:25, 24:26, 19:25).
5.12: Будванска Ривьера — Пари Воллей 2:3 (26:28, 22:25, 25:12, 27:25, 12:15).
11.12: Пари Воллей — Йихострой 3:0 (25:13, 25:19, 26:24).
12.12: Будванска Ривьера — Ресовия 3:0 (25:22, 25:21, 25:22).
18.12: Йихострой — Будванска Ривьера 1:3 (20:25, 25:22, 16:25, 18:25).
18.12: Ресовия — Пари Воллей 3:0 (25:20, 25:23, 25:23).

### Группа D
| М | Команда                   | 1       | 2       | 3       | 4       | И | В | П | С/П  | О  |
| - | ------------------------- | ------- | ------- | ------- | ------- | - | - | - | ---- | -- |
| 1 | «Трентино» Тренто         |         | 3:1 0:3 | 3:0     | 3:0     | 6 | 5 | 1 | 15:4 | 15 |
| 2 | «Берлин Рециклинг» Берлин | 1:3 3:0 |         | 3:1 3:0 | 3:1 3:0 | 6 | 5 | 1 | 16:5 | 15 |
| 3 | «Лугано» .                | 0:3     | 1:3 0:3 |         | 3:2     | 6 | 2 | 4 | 7:16 | 4  |
| 4 | «Аркас Спор» Измир        | 0:3     | 1:3 0:3 | 2:3     |         | 6 | 0 | 6 | 5:18 | 2  |

23.10: Лугано — Аркас Спор 3:2 (18:25, 25:20, 25:21, 20:25, 15:9).
24.10: Трентино — Берлин Рециклинг 3:1 (25:20, 21:25, 29:27, 25:21).
29.10: Аркас Спор — Берлин Рециклинг 1:3 (25:23, 15:25, 20:25, 21:25).
30.10: Трентино — Лугано 3:0 (25:16, 25:15, 25:23).
6.11: Лугано — Берлин Рециклинг 1:3 (25:22, 15:25, 22:25, 18:25).
6.11: Аркас Спор — Трентино 0:3 (15:25, 21:25, 13:25).
4.12: Трентино — Аркас Спор 3:0 (25:21, 26:24, 25:15).
4.12: Берлин Рециклинг — Лугано 3:0 (25:21, 25:18, 25:18).
10.12: Берлин Рециклинг — Аркас Спор 3:0 (25:20, 25:23, 25:14).
10.12: Лугано — Трентино 0:3 (16:25, 12:25, 15:25).
18.12: Берлин Рециклинг — Трентино 3:0 (25:16, 25:18, 25:19).
18.12: Аркас Спор — Лугано 2:3 (25:16, 25:20, 23:25, 17:25, 13:15).

### Группа Е
| М | Команда                 | 1       | 2       | 3       | 4       | И | В | П | С/П   | О  |
| - | ----------------------- | ------- | ------- | ------- | ------- | - | - | - | ----- | -- |
| 1 | «Зенит» Казань          |         | 0:3 3:2 | 3:1     | 3:1     | 6 | 5 | 1 | 15:9  | 14 |
| 2 | «Мачерата» .            | 3:0 2:3 |         | 3:2 1:3 | 3:0     | 6 | 4 | 2 | 15:8  | 12 |
| 3 | «Локомотив» Новосибирск | 1:3     | 2:3 3:1 |         | 3:0 2:3 | 6 | 2 | 4 | 12:13 | 8  |
| 4 | «Посойильница» Блайбург | 1:3     | 0:3     | 0:3 3:2 |         | 6 | 1 | 5 | 5:17  | 2  |

22.10: Мачерата — Зенит 3:0 (27:25, 25:21, 25:22).
24.10: Локомотив — Посойильница 3:0 (25:20, 25:18, 25:22).
30.10: Посойильница — Мачерата 0:3 (20:25, 19:25, 17:25).
30.10: Зенит — Локомотив 3:1 (14:25, 25:13, 25:21, 25:19).
6.11: Мачерата — Локомотив 3:2 (25:19, 22:25, 29:27, 22:25, 15:12).
6.11: Зенит — Посойильница 3:1 (25:14, 19:25, 25:15, 25:19).
3.12: Посойильница — Зенит 1:3 (25:20, 22:25, 13:25, 20:25).
3.12: Локомотив — Мачерата 3:1 (25:23, 25:15, 19:25, 25:17).
10.12: Локомотив — Зенит 1:3 (23:25, 24:26, 25:21, 19:25).
10.12: Мачерата — Посойильница 3:0 (25:19, 25:16, 25:19).
18.12: Посойильница — Локомотив 3:2 (25:21, 22:25, 23:25, 25:23, 15:13).
18.12: Зенит — Мачерата 3:2 (21:25, 24:26, 25:22, 25:23, 15:8).

### Группа F
| М | Команда                             | 1       | 2       | 3       | 4       | И | В | П | С/П   | О  |
| - | ----------------------------------- | ------- | ------- | ------- | ------- | - | - | - | ----- | -- |
| 1 | «Ястшембски Венгель» Ястшембе-Здруй |         | 1:3 3:2 | 3:1     | 3:0 3:1 | 6 | 5 | 1 | 16:8  | 14 |
| 2 | «Халкбанк» Анкара                   | 3:1 2:3 |         | 3:1 1:3 | 3:0     | 6 | 4 | 2 | 15:8  | 13 |
| 3 | «Томис» Констанца                   | 1:3     | 1:3 3:1 |         | 3:1     | 6 | 3 | 3 | 12:12 | 9  |
| 4 | «Гипо Тироль» Инсбрук               | 0:3 1:3 | 0:3     | 1:3     |         | 6 | 0 | 6 | 3:18  | 0  |

22.10: Халкбанк — Ястшембски Венгель 3:1 (34:36, 25:16, 25:17, 25:20).
23.10: Гипо Тироль — Томис 1:3 (14:25, 21:25, 25:22, 16:25).
29.10: Ястшембски Венгель — Гипо Тироль 3:0 (25:23, 25:22, 25:20).
30.10: Томис — Халкбанк 1:3 (21:25, 25:19, 23:25, 15:25).
5.11: Гипо Тироль — Халкбанк 0:3 (19:25, 22:25, 21:25).
6.11: Томис — Ястшембски Венгель 1:3 (25:22, 19:25, 15:25, 20:25).
3.12: Ястшембски-Венгель — Томис 3:1 (25:17, 25:27, 25:21, 25:22).
5.12: Халкбанк — Гипо Тироль 3:0 (25:18, 25:18, 25:15).
10.12: Гипо Тироль — Ястшембски Венгель 1:3 (25:19, 26:28, 21:25, 22:25).
11.12: Халкбанк — Томис 1:3 (21:25, 29:27, 23:25, 21:25).
18.12: Ястшембски Венгель — Халкбанк 3:2 (25:27, 25:18, 37:39, 25:21, 17:15).
18.12: Томис — Гипо Тироль 3:1 (25:12, 25:15, 26:28, 25:20).

### Группа G
| М | Команда               | 1       | 2       | 3       | 4       | И | В | П | С/П   | О  |
| - | --------------------- | ------- | ------- | ------- | ------- | - | - | - | ----- | -- |
| 1 | «Кнак» Руселаре       |         | 3:1 3:2 | 3:1     | 3:0 3:1 | 6 | 6 | 0 | 18:6  | 17 |
| 2 | «Фридрихсхафен» .     | 1:3 2:3 |         | 2:3     | 3:0 3:1 | 6 | 2 | 4 | 13:13 | 9  |
| 3 | ЗАКСА Кендзежин-Козле | 1:3     | 3:2     |         | 3:0 2:3 | 6 | 3 | 3 | 13:13 | 8  |
| 4 | «Галатасарай» Стамбул | 0:3 1:3 | 0:3 1:3 | 0:3 3:2 |         | 6 | 0 | 6 | 5:17  | 2  |

22.10: Кнак — Фридрихсхафен 3:1 (20:25, 31:29, 25:17, 25:23).
23.10: ЗАКСА — Галатасарай 3:0 (25:23, 25:18, 25:22).
30.10: Галатасарай — Кнак 0:3 (21:25, 23:25, 19:25).
30.10: Фридрихсхафен — ЗАКСА  2:3 (22:25, 25:15, 18:25, 25:19, 10:15).
5.11: Кнак — ЗАКСА  3:1 (25:22, 20:25, 25:20, 25:23).
6.11: Фридрихсхафен — Галатасарай 3:0 (25:16, 25:20, 25:17).
3.12: Галатасарай — Фридрихсхафен 1:3 (19:25, 22:25, 25:23, 20:25).
4.12: ЗАКСА — Кнак 1:3 (26:28, 15:25, 25:17, 23:25).
10.12: Кнак — Галатасарай 3:1 (25:21, 33:31, 22:25, 25:22).
11.12: ЗАКСА — Фридрихсхафен 3:2 (25:17, 23:25, 21:25, 31:29, 15:11).
18.12: Галатасарай — ЗАКСА  3:2 (21:25, 25:23, 20:25, 26:24, 15:10).
18.12: Фридрихсхафен — Кнак 2:3 (25:21, 25:22, 31:33, 16:25, 11:15).

### Итоги
По итогам предварительного этапа в 1-й раунд плей-офф вышли победители групп и 6 из 7 команд, занявших в группах вторые места. Из числа прошедших предварительную стадию выбран хозяин финального этапа, которым стал турецкий «Халкбанк», получивший прямой допуск в финал четырёх.

## Плей-офф

### 1/8-финала
14—16 января/ 21—23 января 2014.
 «Берлин Рециклинг» (Берлин) —  «Зенит» (Казань)
16 января. 0:3 (20:25, 22:25, 20:25).
21 января. 0:3 (11:25, 20:25, 23:25).
 «Мачерата» —  «Копра» (Пьяченца)
16 января. 3:0 (25:22, 25:21, 25:23).
23 января. 0:3 (22:25, 19:25, 20:25). Дополнительный сет 13:15.
 «Будванска Ривьера» (Будва) —  «Белогорье» (Белгород)
16 января. 2:3 (25:15, 24:26, 15:25, 25:19, 10:15).
22 января. 0:3 (22:25, 19:25, 16:25).
 «Нолико» (Маасейк) —  «Трентино» (Тренто)
14 января. 1:3 (25:22, 15:25, 24:26, 18:25).
22 января. 1:3 (23:25, 19:25, 28:26, 18:25).
 «Тур» —  «Ястшембски Венгель» (Ястшембе-Здруй)
15 января. 0:3 (16:25, 24:26, 19:25).
22 января. 0:3 (23:25, 16:25, 22:25).
 «Ресовия» (Жешув) —  «Кнак» (Руселаре)
14 января. 3:1 (22:25, 25:17, 25:20, 25:18).
22 января. 3:1 (25:18, 26:28, 25:16, 25:18).

### Четвертьфинал
4—6 февраля/ 11—13 февраля 2014.
 «Копра» (Пьяченца) —  «Зенит» (Казань)
6 февраля. 0:3 (23:25, 22:25, 22:25).
12 февраля.0:3 (21:25, 20:25, 22:25).
 «Ястшембски Венгель» (Ястшембе-Здруй) —  «Ресовия» (Жешув)
5 февраля. 3:0 (25:22, 25:22, 25:23).
11 февраля. 3:1 (27:25, 23:25, 26:24, 26:24).
 «Белогорье» (Белгород) —  «Трентино» (Тренто)
5 февраля. 3:0 (25:20, 25:20, 25:18).
13 февраля. 3:0 (25:15, 25:20, 25:22).

## Финал четырёх
22—23 марта 2014.  Анкара.
Участники:
 «Халкбанк» (Анкара) 

 «Зенит» (Казань) 

 «Белогорье» (Белгород) 

 «Ястшембски Венгель» (Ястшембе-Здруй)

### Полуфинал
| «Белогорье» | 3:1 | «Зенит»              | 25:19, 22:25, 25:18, 25:17 | 22 марта. |
| «Халкбанк»  | 3:0 | «Ястшембски Венгель» | 25:21, 25:19, 25:19        | 22 марта. |

### Матч за 3-е место
| «Ястшембски Венгель» | 3:1 | «Зенит» | 25:21, 20:25, 25:17, 25:23 | 23 марта. |

### Финал
| 23 марта 2014 | \| «Белогорье» (Белгород) \| 3:1 cev.lu \| «Халкбанк» (Анкара) \| \| Драган Травица (3) Дмитрий Ильиных (14) Дмитрий Мусэрский (13) Георг Гроцер (16) Сергей Тетюхин (13) Александр Богомолов (8) Роман Брагин (л) Максим Пантелеймоненко (1) Тарас Хтей (1) Александр Косарев Сергей Багрей Максим Жигалов \| Голы \| Эмре Батур (8) Митар Джурич (19) Матей Казийски (16) Маурисио (4) Рафаэл Османи Хуанторена (12) Нури Шахин (л) Джан Аявазоглу Хюсейин Коч Бурутай Субаши Ресул Текели \| | Анкара «Baskent Sports Hall» 7000 зрителей |
| Счёт по партиям — 25:18, 22:25, 25:16, 27:25. Время матча — 1 час 56 минут. Судьи: Филипп Вереке, Юрай Мокры. | | |
| «Белогорье» (Белгород) | 3:1 cev.lu | «Халкбанк» (Анкара) |
| Драган Травица (3) Дмитрий Ильиных (14) Дмитрий Мусэрский (13) Георг Гроцер (16) Сергей Тетюхин (13) Александр Богомолов (8) Роман Брагин (л) Максим Пантелеймоненко (1) Тарас Хтей (1) Александр Косарев Сергей Багрей Максим Жигалов | Голы | Эмре Батур (8) Митар Джурич (19) Матей Казийски (16) Маурисио (4) Рафаэл Османи Хуанторена (12) Нури Шахин (л) Джан Аявазоглу Хюсейин Коч Бурутай Субаши Ресул Текели |

### Итоги

#### Положение команд
| «Белогорье» (Белгород)                |
| «Халкбанк» (Анкара)                   |
| «Ястшембски Венгель» (Ястшембе-Здруй) |
| 4. «Зенит» (Казань)                   |

#### Призёры
«Белогорье» (Белгород): Александр Косарев, Тарас Хтей, Александр Богомолов, Максим Пантелеймоненко, Сергей Тетюхин, Георг Гроцер, Роман Брагин, Дмитрий Мусэрский, Драган Травица, Дмитрий Ильиных, Сергей Багрей, Максим Жигалов. Главный тренер — Геннадий Шипулин.
  «Халкбанк» (Анкара): Матей Казийски, Сабит Караагач, Османи Хуанторена, Джан Аявазоглу, Рафаэл Виейра ди Оливейра, Бурутай Субаши, Эмре Батур, Хюсейин Коч, Митар Джурич, Маурисио ди Соуза, Нури Шахин, Ресул Текели. Главный тренер — Радостин Стойчев.
  «Ястшембски Венгель» (Ястшембе-Здруй): Михал Ласко, Кшистоф Герчински, Якуб Попивчак, Ален Паенк, Матеуш Малиновски, Михал Масны, Патрик Чарновски, Симон ван де Ворде, Михал Кубяк, Дмитро Филиппов, Николя Марешаль, Дамян Вуйташек. Главный тренер — Лоренцо Бернарди.

#### Индивидуальные призы
MVP: Сергей Тетюхин («Белогорье»)
Лучший нападающий: Максим Михайлов («Зенит»)
Лучший блокирующий: Дмитрий Мусэрский («Белогорье»)
Лучший на подаче: Эмре Батур («Халкбанк»)
Лучший на приёме: Матей Казийски («Халкбанк»)
Лучший связующий: Рафаэл («Халкбанк»)
Лучший либеро: Дамян Вуйташек («Ястшембски Венгель»)
Самый результативный: Михал Ласко («Ястшембски Венгель»)
Fair Play: Александр Волков («Зенит»)